# Рейниър (град, Вашингтон)
Вижте пояснителната страница за други значения на Рейниър.
Рейниър (на английски: Rainier) е град в окръг Търстън, щата Вашингтон, САЩ. Рейниър е с население от 1492 жители (2000) и обща площ от 4,2 km². Намира се на 132 m надморска височина. ЗИП кодът му е 98576, телефонният му код е 360.